# Ерліх Іван Давидович
Іван Давидович Ерліх  (23.03.1839-10.04.1907) — бельгійський дипломат. Бельгійський консул в Миколаєві (1881—1904).

## Життєпис
Купець I гільдії, потомствений почесний громадянин Миколаєва, народився у Кишиневі 23 березня 1839 року в сім'ї Кишинівського маклера Давида(Дувида) Лейбовича(Леонідовича) Ерліха-спадковий дворянин із Естляндських дворян і мати Товби Иойновни(Іванівна),його друге єврейське ім'я ІОЙНА (ІОНА), а єврейське по батькові Дувидович(Кишинівський архів,Фонд 211 опис 3 Справа 211 запис №11), помер 10 квітня 1907 (ГАНО Фонд 484, опис 1 справа № 1513 запис № 68) в м. Миколаєві,похований на міському єврейському цвинтарі.Закінчив Одеське комерційне училище. У 1873 р. був кандидатом у члени правління Кишинівського комерційного банку. Голосний 1-го розряду Миколаївської міської Думи з 5 червня 1884 року по 1887 рік. За «старанне й акуратне виконання покладених на нього обов'язків на посаді члена Миколаївської міської податної присутності з липня 1887 року був нагороджений срібною медаллю для носіння її на шиї на Станіславській стрічці».
У 1885 році був одним з ініціаторів «мільйонного проекту» будівництва цілої мережі кінно-залізничних шляхів у порту Миколаєва між хлібними магазинами та «залізною пристанню» — естакадою у річці біля її фарватеру, що передбачала розвантаження зерна безпосередньо з вагонеток у трюми пароплавів, що стояли з обох сторін естакади. І хоча докладно розглянутий та узгоджений проект 2 роки без руху пролежав у міністерстві, ця ідея дала поштовх подальшим діям уряду, «який вже сам мав намір здійснити облаштування Миколаївського порту».
З 1900 Ерліх І.Д. був кандидатом у члени правління «Товариства допомоги відставним нижнім чинам, покликаним на військову службу»
У м. Миколаєві є два будинки, збудовані в другій половині 19 століття архітектором Штукенбергом Є.А., для купця Олександра Івановича Ерліха,належали.на той час подружжю Ерліхов обидва знаходяться на вул. Спаській №18(Архітектор: Є. А. Штукенберг) і №20(Будинок із Меркурієм).У будинку № 18 проживав сам Іван Давидович із сім'єю, а в будинку № 20 його син Олександр.З 1972 р. у будинку знаходиться художня школа. Сам будинок у сучасний час було відреставровано та зараховано до пам'яток архітектури місцевого значення.
Також у м.Дніпро знаходиться будинок Ерліха на вул.Комсомольській 29(Козацькій) - це прибутковий будинок 1880-90 років побудови, замовником був Олександр Ерліх.
Могила на єврейському цвинтарі Миколаєва, де він був похований, не виявлена (втрачена)

## Сім'я
- Син — Олександр Іванович Ерліх — часто виконував обов'язки консула Бельгії в Одесі під час від'їзду батька за кордон у 1891 р.,був одружений з Сарою Ерліх (до шлюбу Мера), мав двох дітей - Лева 8.01.1895 р.н. (ГАНО Фонд 484, опис 1 справа № 1480 запис №23) за контр-революційну діяльність у 1928 році був засуджений на 10 років і відправлений до Казахстану, і Цецилію 21.04.1897р.н. (ГАНО Фонд 484, опис 1 справа № 1482 запис №123). Вів активну торгівлю, представляючи в місті інтереси багатьох промислових підприємств із різних куточків імперії. Так, наприкінці XIX століття будинок Ерліха був представництвом Товариства Російських трубопрокатних заводів, Російського товариства машинобудівних заводів Гатмана (Луганськ), Акціонерного товариства фабрик по металу Норбліна, братів Бух і Т. Вернера (Варшава), Товариства російської залізної промисловості (Катеринослав), Технічної контори Л.Ф. Пло (Москва), Арматурного заводу та фабрики манометрів «Гаккенталь і Ко» (Москва), Уральсько-Волжського та Верхньодніпровского металургійних товариств, Єкатеринославського машинобудівного акціонерного товариства, Хрустальського антрацитового руднику «Карл», Кабельного заводу братів Малкіель (Москва), Компании парових насосів «Вортинґтон» (Петербург), Електричних та кабельних заводів Августа Гюфера (Лодзь), Гумової фабрики «Руссія», Парового шкіряного заводу М.І. Рівкіна (Вільнюс), Сталеливарного заводу Poldi Hütte та інших фірм.
- Син — Давид Іванович Ерліх  20.08.1881 р.н.(ГАНО Фонд 484, опис 1 справа № 1469 запис №134).Син Олександр (1907)-. заарештовано 20 серпня 1937 р. Джерело: Фонд "Шахидлар Хотіраси" (Узбекистан). Проживав: Кашка-Дар'їнська обл.,Син Ерліх Ізраїль Давидович, 1908 р.н.
- Син — Леонід(Леон) Іванович Ерліх(1868) закінчив Імператорський університет Св. Володимира У Києві диплом від 21.02.1894 р. №1583 працював венерологом у Миколаївській міській лікарні з 1895 р.,був надштатним ординатором цієї лікарні, дружина Рівка(Раїса) Яківна Малкієль купецька племінниця московського купця 2-ї гільдії спадкова почесна громадянка,шлюб від 16 квітня 1900 року(ЦГІА СПб. ф.422 оп.3 д.330 кадр 9) , дочка Рогніда Маріанна народилася 23.03.1901р., (ГАНО Ф. 484, о. 1, справа №1485 запис №102 Народження 1900-1901г.) У 1917 р. закінчила жіночу гімназію Л.С. Таганцевої, після чого вступила на факультет східних мов до Санкт-Петербурзького Державного університету.Померла в 1930 р. від туберкульозу, похована у Санкт-Петербурзі
- Син — Дмитро Іванович (друге єврейське ім'я Мойсей) Ерліх, дружина Хая, син Давид народився 14.8.1900 р.,(ГАНО Ф. 484, о. 1, справа №1485 запис №278 Народження 1900-1901г.),помер 1979 року  у Ростові . Дочка Марфа Дмитрівна Ерліх (1899 р.н.), одружена з Микитою Семіоновичем Власовим (15.09.1891 р.н.) - від 6.10.1919 р. (другий шлюб).
- Дочка — Цецилія Іванівна Ерліх 1867 р.н., була одружена з Борисом Давидовичем Прістером 1859 р.н. Шлюб від 17 серпня 1889 року. (ГАНО Фонд 484, опис 1 справа № 1515 запис №92)
- Дочка — Бета Іванівна Ерліх 1864 р.н., 17.08.1889р. вступила в шлюб з Горук-Лейб Шевеливічем Рахлісом 1860 р.н. (ГАНО Ф. 484, о. 1, буд. 1515 запис №90 Шлюб 1888-1889г.)
- Дочка - Ганна Іванівна Ерліх(1862) вийшла заміж за австрійсько-підданого Жака (Якова) Шварца (1851), шлюб від 8.11.1883 р (ГАНО Ф. 484, о. 1, буд. 1514 запис №60 Шлюб 1882-1887г.).У шлюбі народився син Симон(6.11.1884) - ГАНО Фонд 484, опис 1 справа № 1471 запис №210.
- Дружина — Роза (Розалія) Ерліх (до шлюбу Безродна)